# Schneeballverfahren
Das Schneeballverfahren (oft auch Schneelawine, Brennpunkt oder wachsende Gruppe genannt) ist ein Gruppenmoderationsverfahren.

## Grundgedanke
Reduktion von vielen Vorschlägen, Meinungen usw. zu einem Thema durch sukzessive Verdoppelung der Teilnehmeranzahl bei gleichbleibender Anzahl von Lösungsvorschlägen.

## Durchführung
1. Methode und Ablauf werden im Plenum erklärt.
2. In Einzelarbeit wird das vorgegebene Thema individuell bearbeitet, indem die wichtigsten Aspekte (beispielsweise Vorgabe: vier Vorschläge) notiert werden. (ca. 10 min.)
3. Es werden Tandems gebildet.
4. Die Teilnehmer diskutieren und einigen sich in Partnerarbeit (zum Beispiel Tischnachbar) auf eine vorgegebene Anzahl von Schwerpunkten (aus den nun insgesamt 8 Vorschlägen werden vier Favoriten ausgewählt). (ca. 10 min.)
5. Anschließend finden sich jeweils zwei Paare. Sie diskutieren ihre Vorschläge und legen wieder eine vorgegebene Anzahl von Punkten fest (zum Beispiel insgesamt 4 Favoriten). (ca. 15 min.)
6. Erneut werden die Gruppen zusammengefasst und damit vergrößert. Es stehen wieder zweimal vier Vorschläge in der Gruppe zur Diskussion. Die Gruppe sollte sich auch hier wiederum auf vier Punkte verständigen.
7. Zum Abschluss werden die Diskussionsergebnisse im Plenum vorgestellt.

## Methodische Anregungen
Die Methode ist gut geeignet, um Probleme, Ideen, Lösungsansätze etc. zu fokussieren und die Vielzahl von Meinungen zu reduzieren. Es dient als Vorbereitung auf Übereinstimmungen nach Ideensammlungen wie Brainstorming, Brainwriting, Methode 635.
Anstelle auf Moderationskarten können die vier Vorschläge auch auf ein DIN-A4-Blatt geschrieben werden. Nach der Verständigung auf vier gemeinsame Vorschläge werden diese auf ein neues, andersfarbiges Blatt geschrieben, welches in die nächste Diskussionsrunde mitgenommen wird. Dabei können einzelne Vorschläge mit Einvernehmen des Ideengebers umformuliert werden.
Nicht zu verwechseln ist das Schneeballverfahren mit dem Schneeballsystem (Direkt Marketing).

## Hinweise
Bei größeren Teilnehmerzahlen ist es durchaus sinnvoll, in der letzten Gruppenbildung die Anzahl der Vorschläge zu erhöhen (im vorgegebenen Beispiel auf sechs). Es könnte unter Umständen relativ lange dauern, bis sich nunmehr acht Teilnehmer von acht Vorschlägen auf vier einigen.
Schwerpunkte für die Weiterarbeit aus den restlichen Vorschlägen können zum Beispiel durch die Methode Punktabfrage ermittelt werden.
Schneelawine ist eine ausgezeichnete Methode, wenn erreicht werden soll, dass sich nahezu alle Teilnehmer mit dem Ergebnis identifizieren.

## Quelle
Dierenbach, Ralf E.: mit methoden – effektiver moderieren, präsentieren, unterrichten. Das Methodenhandbuch von A – Z.  futurelearning, Schönau im Schwarzwald 2004, ISBN 3-00-013311-9; Seite 299 + 300